# Melancholie (Munch)
Melancholie (norwegisch Melankoli, auch Abend, Eifersucht, Das gelbe Boot oder Jappe am Strand) ist ein Motiv des norwegischen Malers Edvard Munch, das er zwischen den Jahren 1891 und 1896 in fünf Gemälden sowie 1896 und 1902 in zwei Holzschnitten ausführte. Es zeigt im Vordergrund einen am Strand sitzenden Mann mit aufgestütztem Kopf, während sich im Hintergrund ein Paar auf dem Weg zu einem Bootsausflug befindet. Die Farben unterstützen die melancholische Stimmung der Szenerie. In dem Motiv verarbeitete Munch die unglückliche Liebesaffäre seines Freundes Jappe Nilssen mit der verheirateten Oda Krohg, in der sich seine eigene vergangene Beziehung zu einer ebenfalls verheirateten Frau spiegelte. Die melancholische Gestalt im Vordergrund wird deswegen sowohl mit Munchs Freund als auch mit dem Maler selbst assoziiert. Melancholie gilt als eines der ersten symbolistischen Bilder des norwegischen Malers und ist Bestandteil seines Lebensfrieses.

## Bildbeschreibung
Unmittelbar am vorderen Rand der Bildfläche sitzt eine in sich zusammengesunkene männliche Gestalt an einem steinigen Strand. Sie hat nachdenklich den Kopf in die Hand gestützt, eine klassische Pose der Melancholie. Die Fassung von 1892 weicht von den anderen Bildern ab, indem die Gestalt vollständig in die rechte untere Ecke gedrängt wird. Der abgewandte Kopf und die Richtung der Hand verstärken eine Bewegung aus dem Bild hinaus. Diese Eckposition lenkt die Aufmerksamkeit des Betrachters immer wieder zurück zur Landschaft, die somit zu einem gleichwertigen Bildteil wird. Im oberen Teil des Bildes ist ein Steg zu erkennen, auf dem sich drei Figuren befinden: ein Paar und ein Mann mit Ruderblättern. Sie sind auf dem Weg zu einem gelben Boot am Ende des Steges. Die geschwungene Uferlinie, die sich hinter dem Steg fortsetzt, erzeugt eine Tiefenwirkung. Sie korrespondiert mit den Baum- und Wolkenformationen im Hintergrund.
Die erste Gemäldefassung von 1891 ist eine Mischung aus verschiedenen Maltechniken: Pastell, Öl und Bleistift. Teile der Leinwand blieben komplett unbemalt. Dies verleiht dem Bild laut Hans Dieter Huber eine trockene, freskoartige Wirkung. Auch die späteren Ölgemälde behalten die flächenhaften Formen mit stark vereinfachten Konturen bei, die an den Synthetismus erinnern. Es gibt keine Luftperspektive und Schattierungen, nur Kopf und Hand der Gestalt zeigen eine dreidimensionale Plastizität. In seiner breiten Pinselführung und der „Vereinfachung und Stilisierung von Linie, Form und Farbe“ nimmt das Bild laut Tone Skedsmo und Guido Magnaguagno den Stil von Munchs künftigen Werken vorweg.

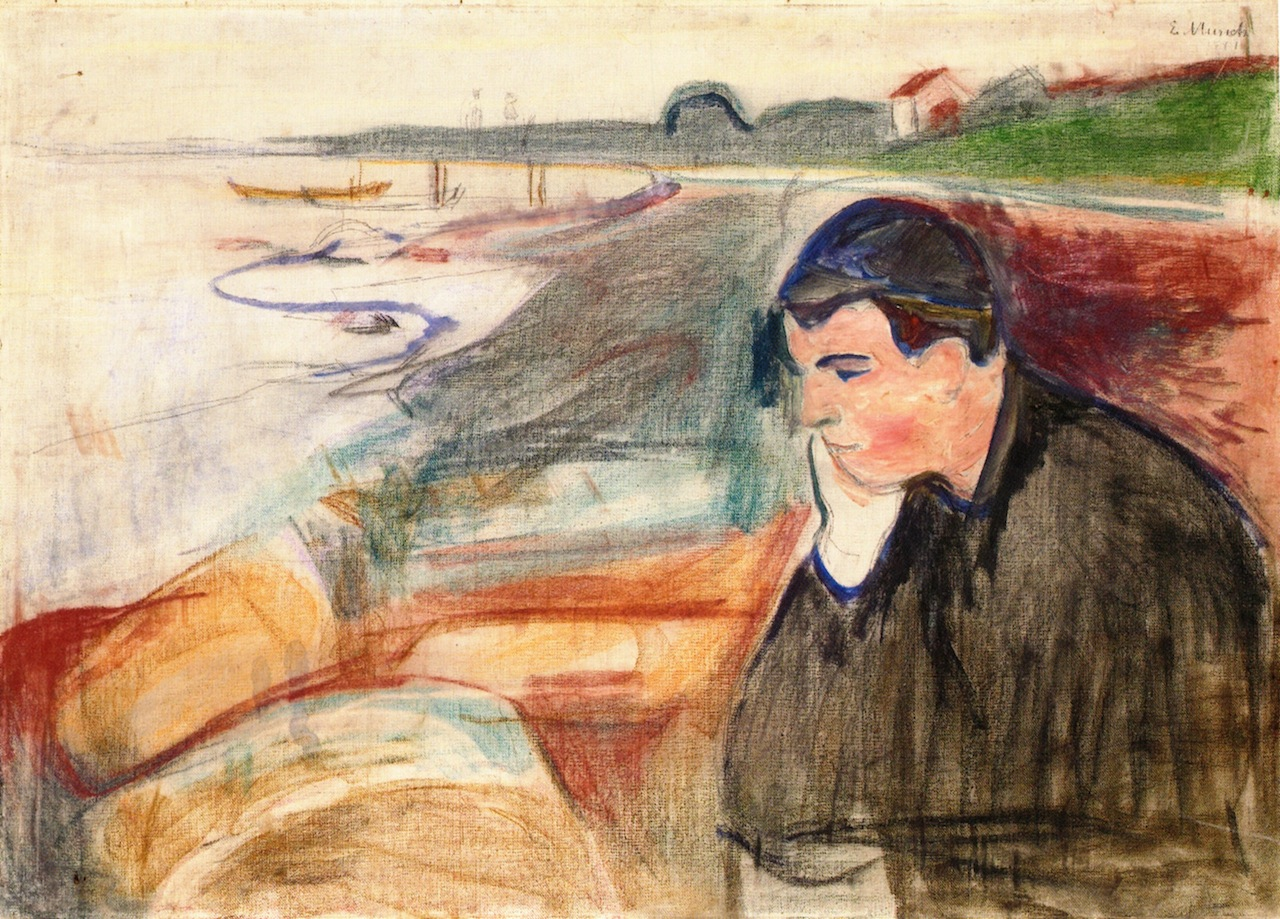
Edvard Munch: Abend/Melancholie. Öl, Pastell und Bleistift auf Leinwand, 1891, 73 × 101 cm, Munch-Museum Oslo
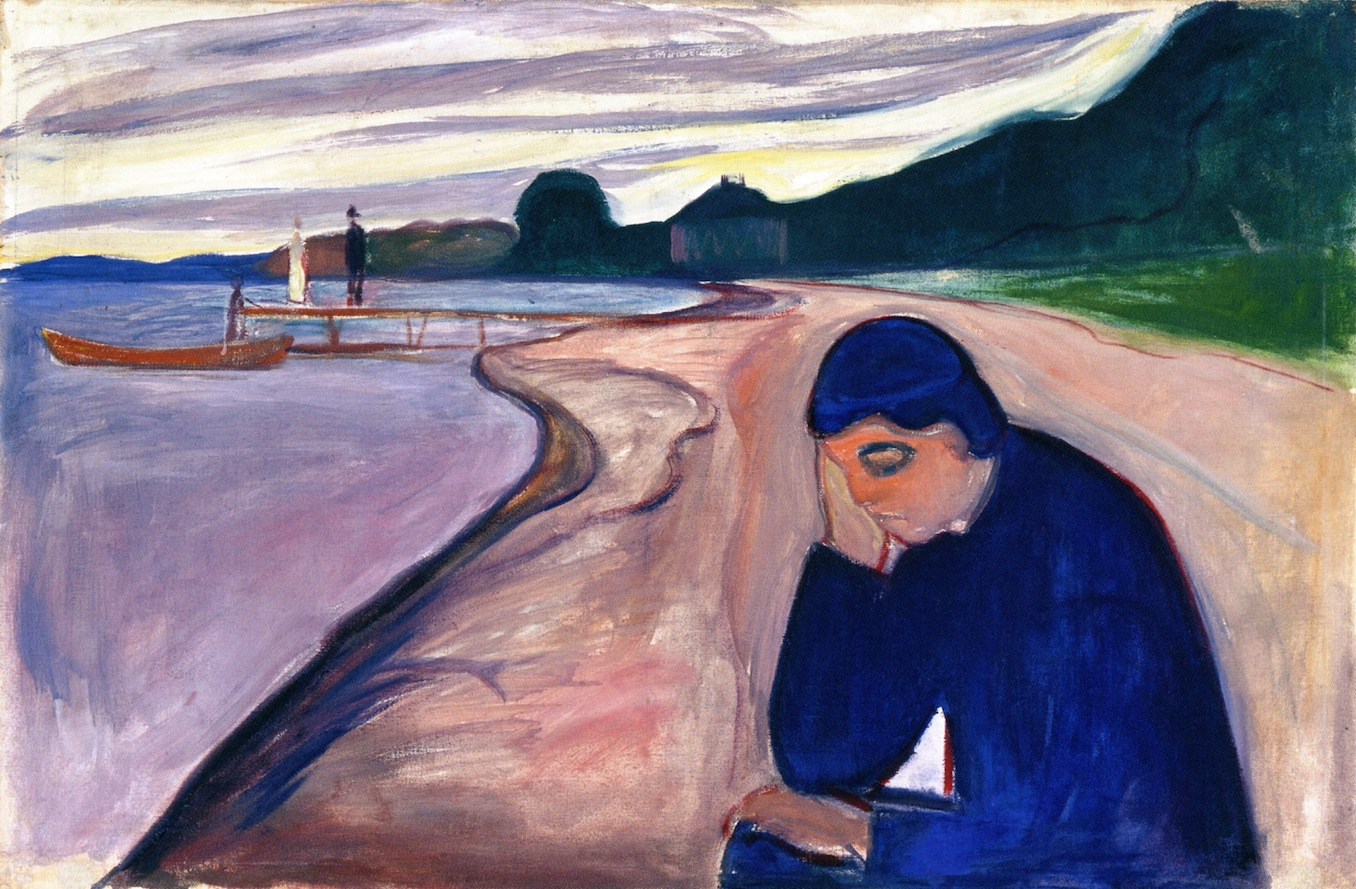
Edvard Munch: Melancholie. Öl auf Leinwand, 1893, 86 × 129 cm, Munch-Museum Oslo

## Interpretation
Alf Bøe sieht in Melancholie einen „größeren persönlichen Durchbruch“ Munchs. Nach einzelnen früheren Versuchen wie Das kranke Kind oder Nacht in Saint-Cloud habe Munch in diesem Schlüsselwerk zu jenem psychologisch intensiven Malstil gefunden, der kennzeichnend für seine symbolistischen Werke der 1890er Jahre geworden sei. Laut Tone Skedsmo und Guido Magnaguagno drückt Munchs Bild in erster Linie eine Stimmungslage aus. Die Gedanken und Emotionen des Malers werden unmittelbar auf die Leinwand übertragen. Als Träger der Stimmung dient die Natur. Von den großen, vereinfachten Formen über den geschwungenen Rhythmus der Küstenlinie bis zum dumpfen Ton des Kolorits ist die Komposition vollständig der Erzeugung einer Stimmung unterworfen.
Hans Dieter Huber analysiert die Wirkung der Farben vom „grüngelbe[n] Dunst der Eifersucht“ bis zum „schlangenartige[n] Blauviolett“ der Uferlinie, die die Verbindung des Melancholikers zum Geschehen auf dem Steg herstellt und ihn „umgarnen und gefangennehmen zu wollen“ scheint. Auch das gelbe Boot, das dem Bild einen seiner Alternativtitel verlieh, hat die Farbe der Eifersucht, was bereits Christian Krohg hervorhob: „Es sei Munch gedankt, daß das Boot gelb ist – wäre es das nicht, hätte Munch nicht das Bild gemalt.“ Shelley Wood Cordulack verweist insbesondere auf die ungewöhnliche schwarze Farbe des Strandes, die nicht nur kompositorisch die schwarze Gestalt im Vordergrund mit den gleichfarbigen Silhouetten im Hintergrund verknüpft und somit den Grund der melancholischen Stimmung enthüllt, sondern die auch farbsymbolisch als Ausdruck von Trauer und Melancholie gilt.
Ann Temkin, die Kuratorin des MoMa, erinnert die Geschmeidigkeit der Strandlinie gleichermaßen an eine innerliche Vorstellungswelt wie an eine äußerliche Landschaft. Für Arne Eggum symbolisiert sie die Einsamkeit und das Gefühl von Leere der schwermütigen Figur im Vordergrund, deren Vision das Paar auf dem Steg heraufbeschwört. Auch Reinhold Heller sieht in dem Paar eine Projektion des eifersüchtigen Mannes. Die Spannung zwischen Illusion und Wirklichkeit werde durch die verwendeten Bildmittel, etwa den Gegensatz zwischen räumlicher Tiefe und flächenhaften Formen, verstärkt. Munch selbst beschrieb in einer Notiz um 1894/95: „Die Eifersucht – ein langgezogenes ödes Ufer“. Ulf Küster erinnert das Geschehen im Bild an Ibsens Drama Gespenster. Wie Helene Alving im Drama von „Gespenstern“ berichtet, die das Publikum nicht sehen kann, scheine auch die Vordergrundfigur in Munchs Bild dem Betrachter das Geschehen im Hintergrund mitzuteilen. Munch habe damit das dramatische Mittel der Teichoskopie in die Malerei übertragen.
Uwe M. Schneede sieht in der Gestalt im Vordergrund eine Vermittlerfigur, die die Geschlossenheit des Bildgeschehens aufhebt. Sie symbolisiere zum einen den Künstler selbst und dessen Absonderung vom Geschehen, zum anderen spreche sie direkt den Betrachter an und appelliere an seine Anteilnahme. Das Subjekt sei anders als in der Kunst des frühen 19. Jahrhunderts nicht mehr Teil des Geschehens und bilde die Mitte des Bildes, sondern befinde sich abgeschnitten und sogar abgewendet am Rand. Die drei Figuren auf dem Steg gehörten einer anderen Welt an, sie symbolisierten den klassischen Topos des Aufbruchs zu einer Liebesinsel und seien in helle, verheißende Farben getaucht. Zurück bleibe das einsame, auf sich gestellte Individuum, dem das Lebensglück der Anderen versagt bleibe. Stattdessen setze er die Konflikte zwischen Innen- und Außenwelt in einen schöpferischen Prozess um. Melancholie zeige damit bereits die Grundkonstellation der folgenden Bilder Verzweiflung und Der Schrei, in denen der Bruch zwischen einer Ich-Figur und ihrer Umwelt weiter ausgeführt werde und sich diese zu einer „Landschaft des Todes“ entwickle. Eine spätere, ebenfalls Verzweiflung betitelte Abwandlung des Motivs platziert die Jappe-Figur aus Melancholie unter dem rot gefärbten Himmel des Schreis, eine laut Heller „additive Komposition“, die Intensität und Wirkung der früheren Motive verliere.

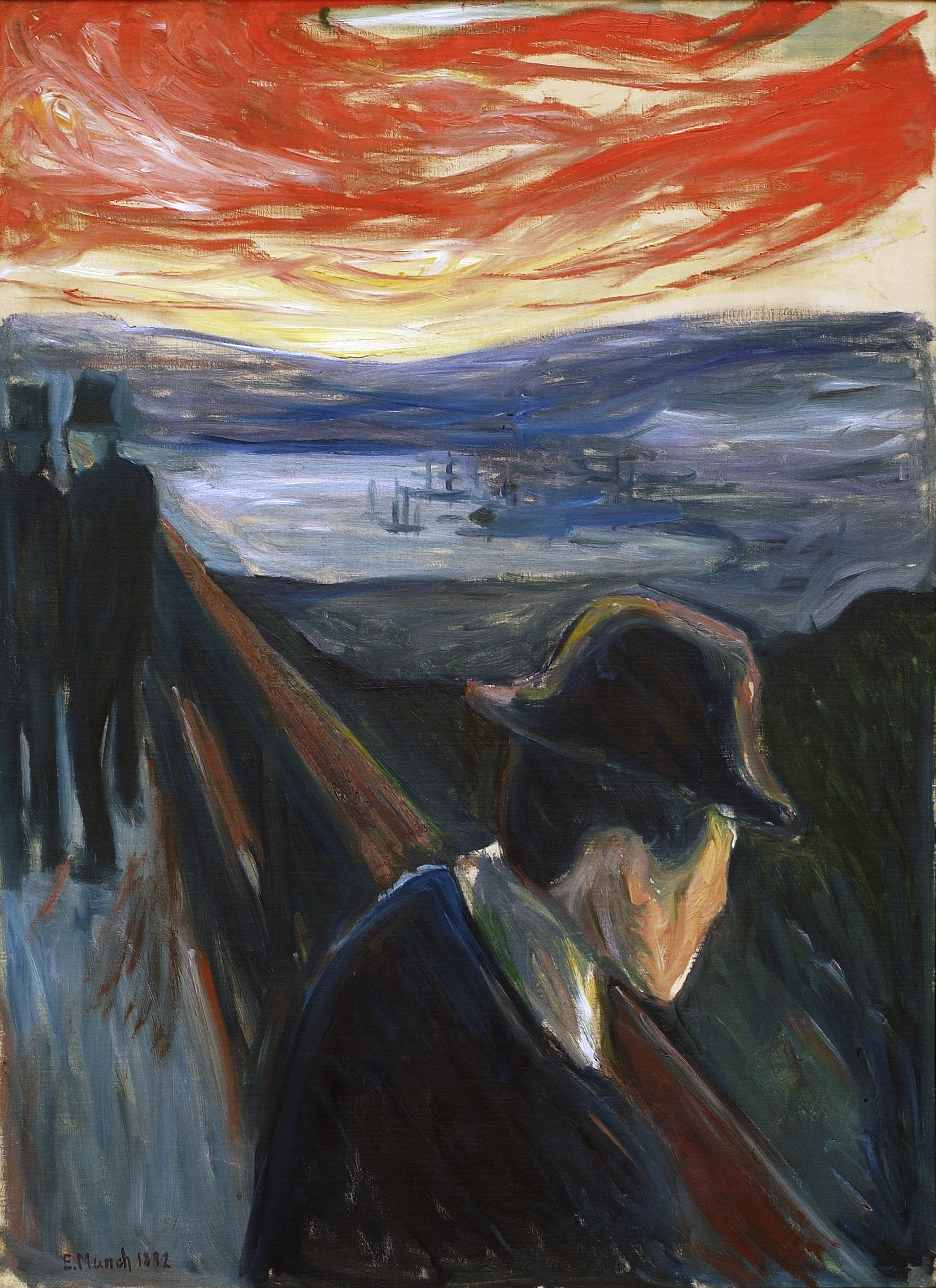
Edvard Munch: Verzweiflung, 1892, 92 × 67 cm, Thielska galleriet, Stockholm
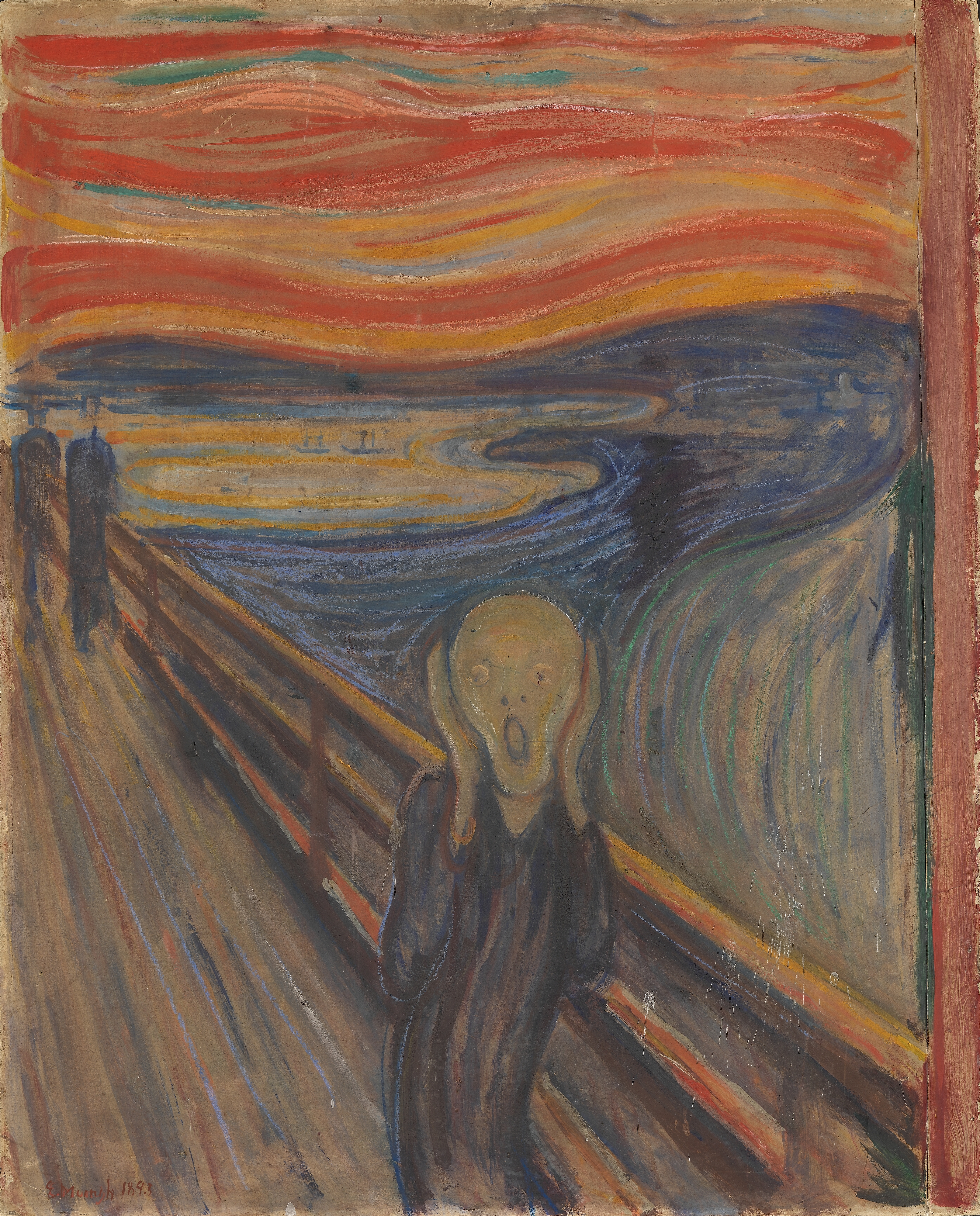
Edvard Munch: Der Schrei, 1893, 91 × 73,5 cm, Norwegische Nationalgalerie, Oslo
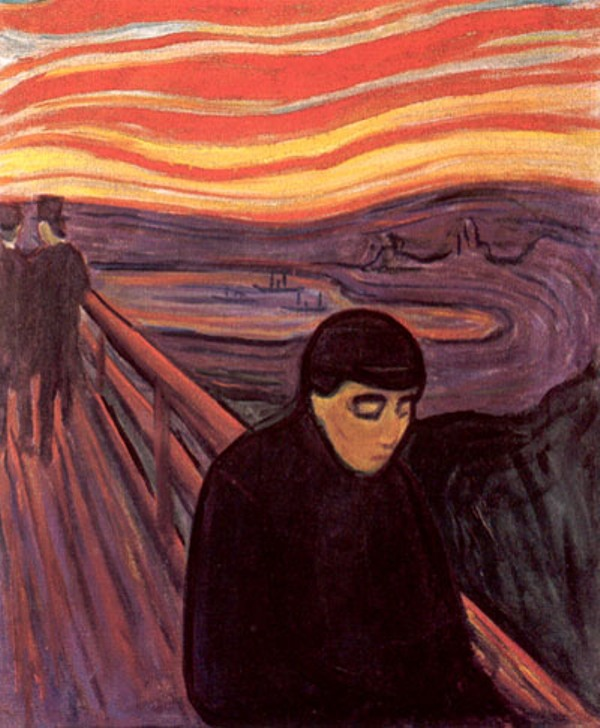
Edvard Munch: Verzweiflung, 1894, 92 × 72,5 cm, Munch-Museum Oslo

## Hintergrund
Das Motiv einer melancholischen Figur in einer Landschaft hat eine lange Tradition in der Kunstgeschichte, die bis zu Geertgen tot Sint Jans’ Johannes in der Wüste und Albrecht Dürers Melencolia I zurückreicht. Arne Eggum sieht insbesondere eine Verwandtschaft zur Radierung Abend von Max Klinger, der in Kristiania gut bekannt war, und zu Paul Gauguins Gemälde Christus am Ölberg, in dem wie bei Munch eine Stellvertreterfigur das Leiden des Malers ausdrücke. Reinhold Heller bestätigt zwar das Anknüpfen an eine motivische Tradition, doch wendet er sich gegen einen konkreten Bezug auf Dürer oder Gauguin, da Munchs Stil weniger durch kunsthistorische Vorbilder als durch die eigene Erinnerung gespeist worden sei. So werde die am Ufer sitzende Figur in Munchs Werk zu einer Art Sinnbild, das sich vom konkreten Anlass gelöst habe, um eine grundlegende menschliche Empfindung auszudrücken. Vorläufer des Motivs in Munchs Werk finden sich etwa in der nachdenklichen Pose des Mannes am nächtlichen Fenster in Nacht in Saint-Cloud oder dem Porträt der Schwester Inger am Strand, wo die Natur ebenfalls zum Spiegel menschlicher Empfindungen wird. Charakteristisch für Munchs Werk wird der – häufig abendliche – Strand bleiben. Matthias Arnold beschreibt: „Menschen stehen allein oder zu zweit – aber auch dann einsam – am Ufer und schauen aufs Meer, diesem Spiegelbild ihrer Seele.“

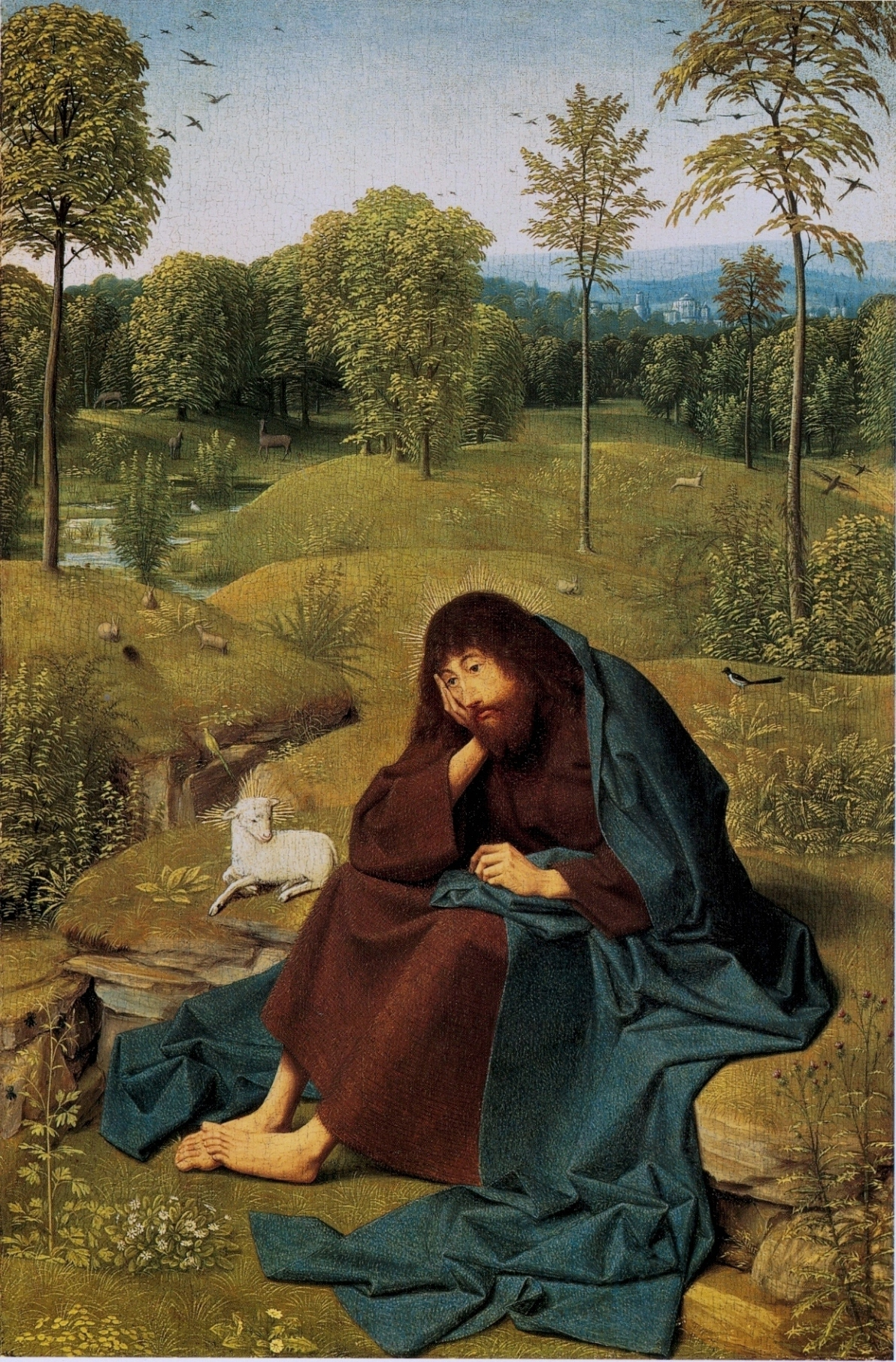
Geertgen tot Sint Jans: Johannes in der Wüste, ca. 1490, 42 × 28 cm, Gemäldegalerie Berlin
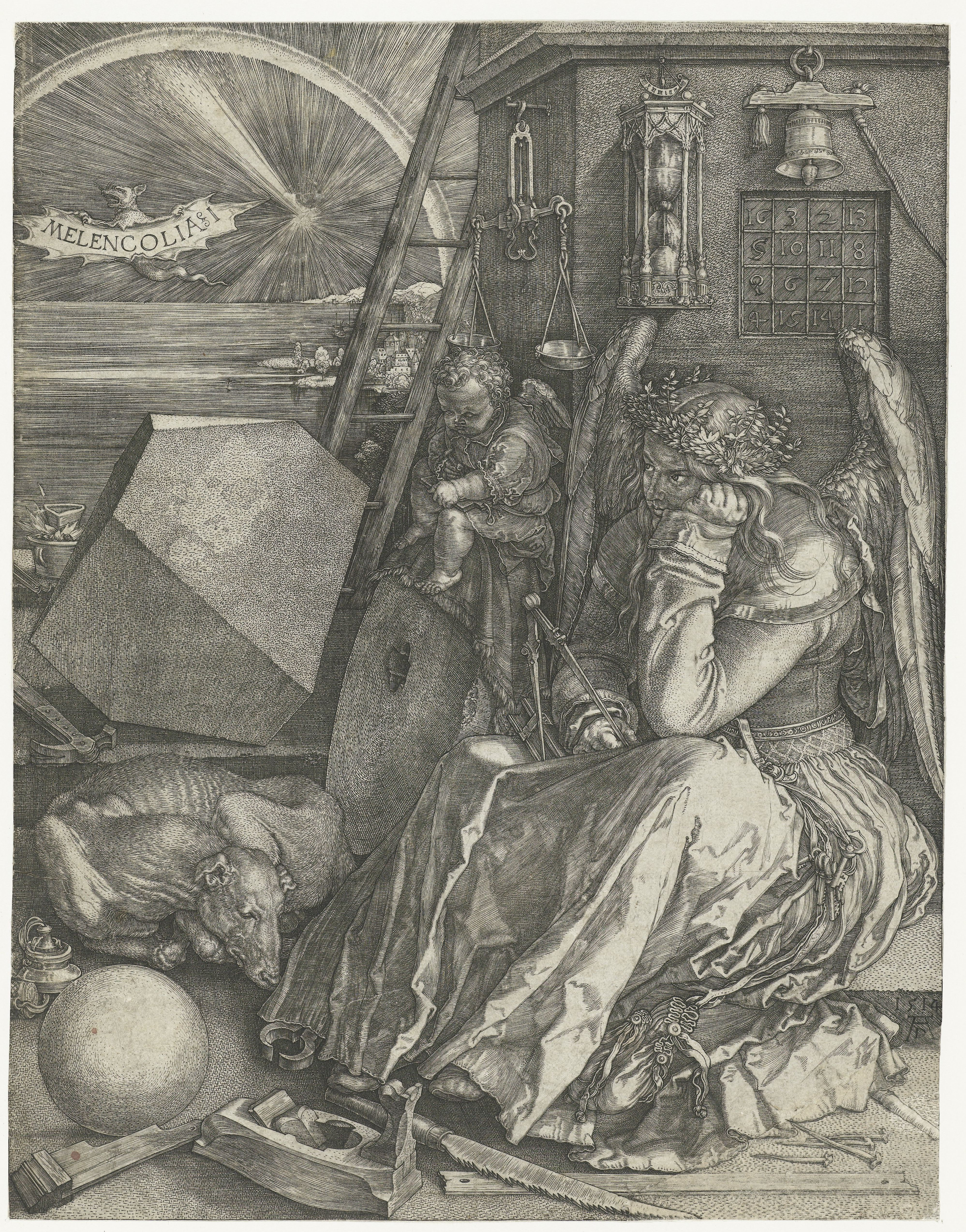
Albrecht Dürer: Melencolia I, ca. 1514, 24 × 18,5 cm
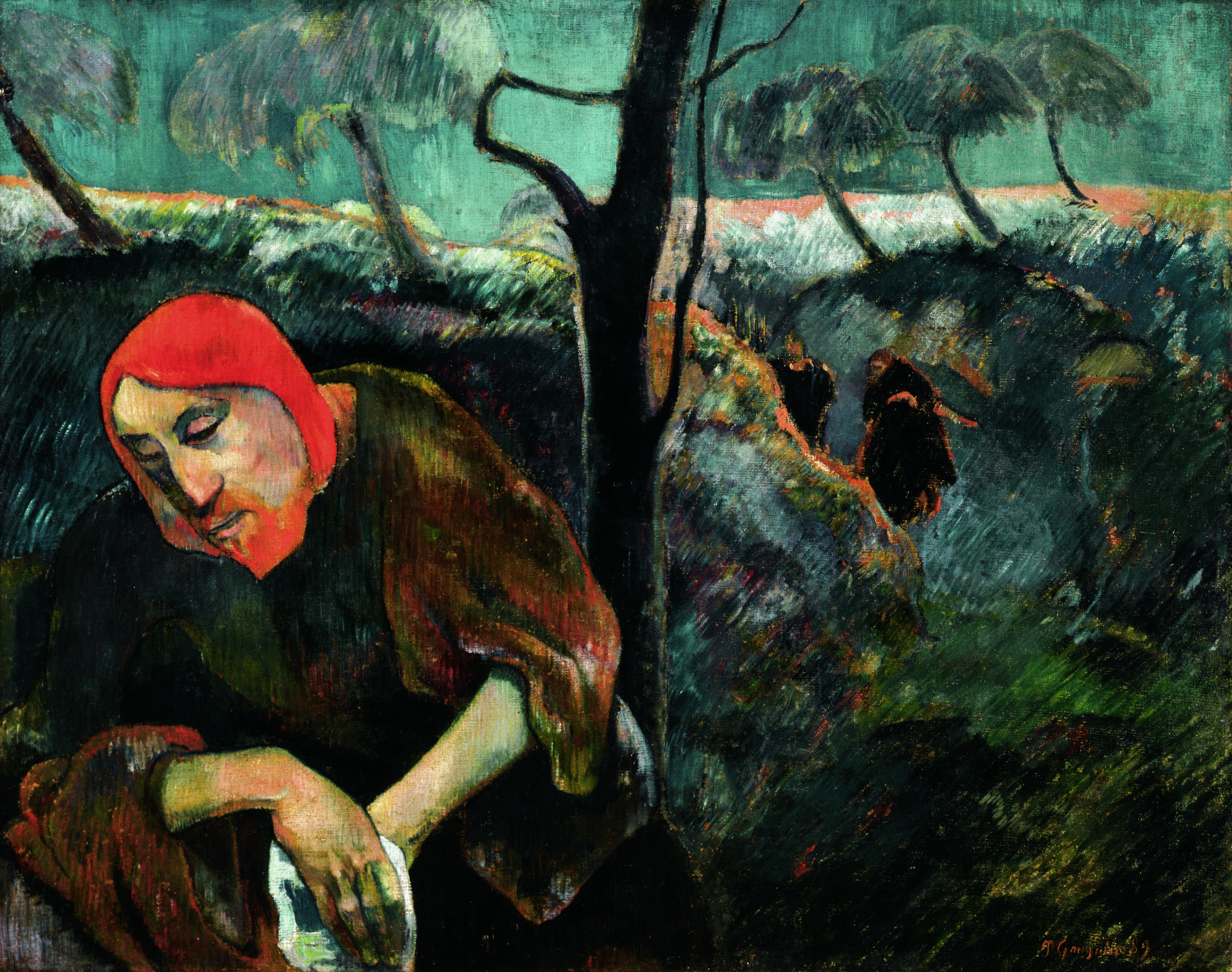
Paul Gauguin: Christus am Ölberg, 1889, 73 × 92 cm, Norton Museum of Art, West Palm Beach
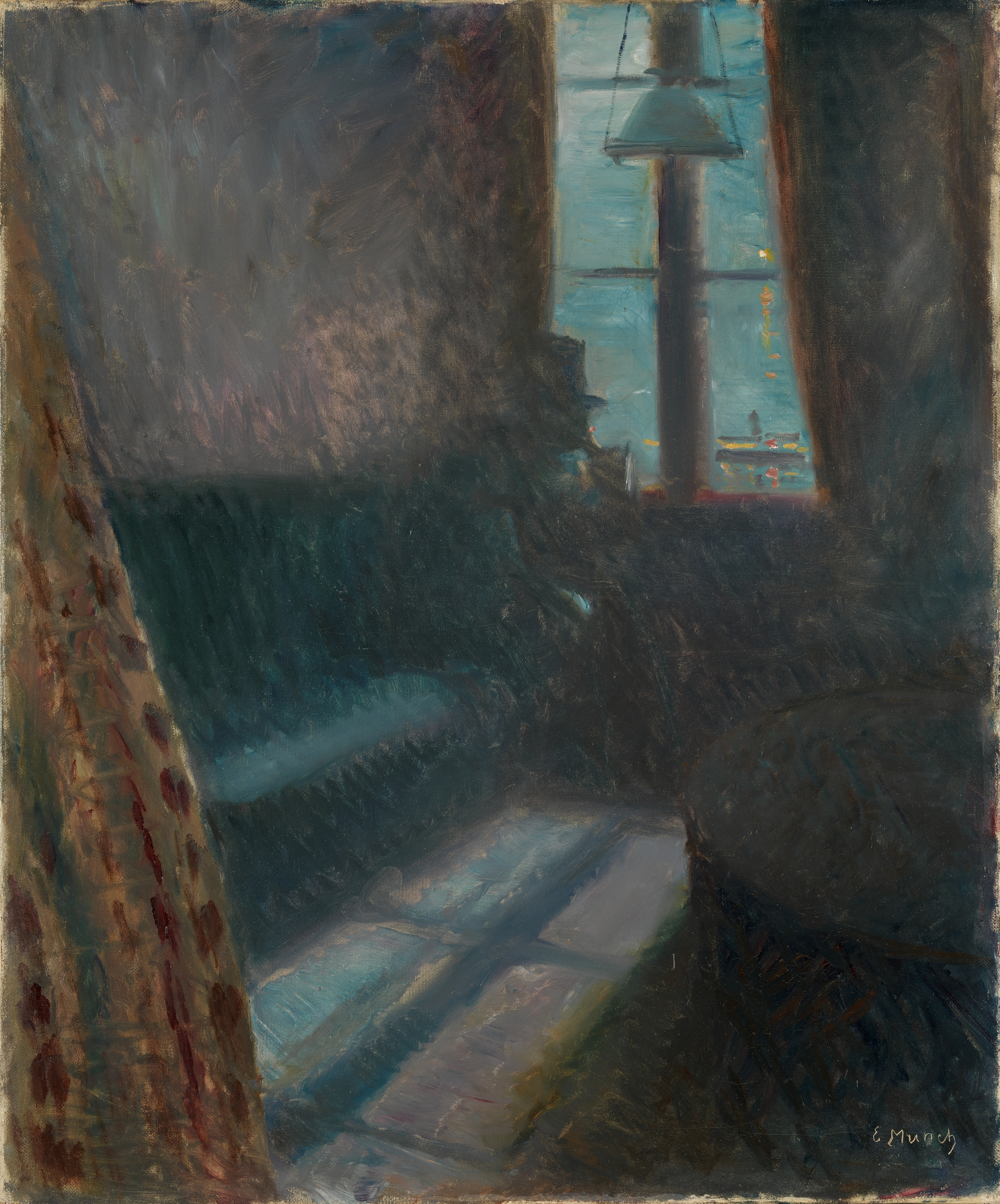
Edvard Munch: Nacht in Saint-Cloud, 1890, 64,5 × 54 cm, Norwegische Nationalgalerie, Oslo
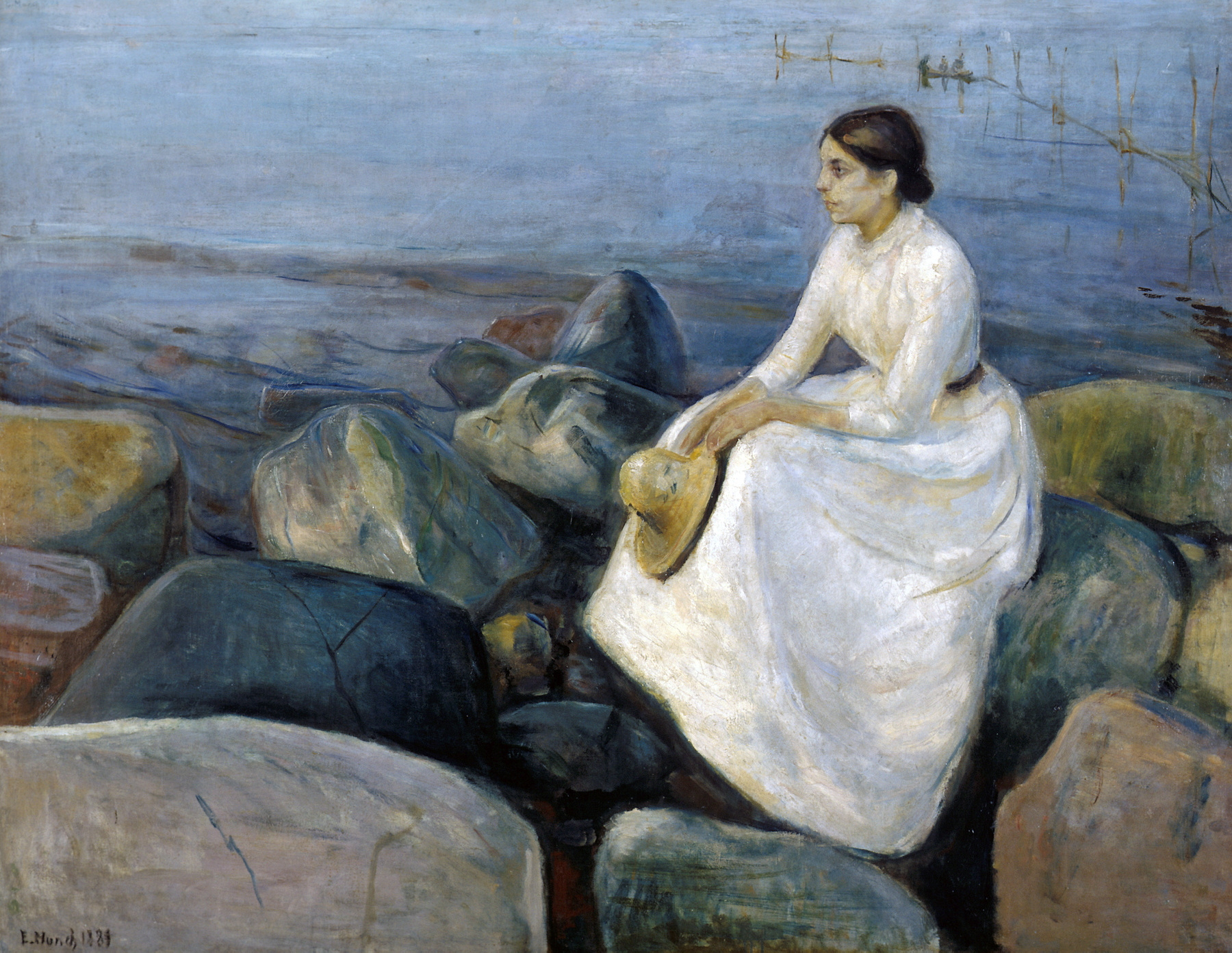
Edvard Munch: Inger am Strand, 1889, 126 × 161 cm, Kunstmuseum Bergen

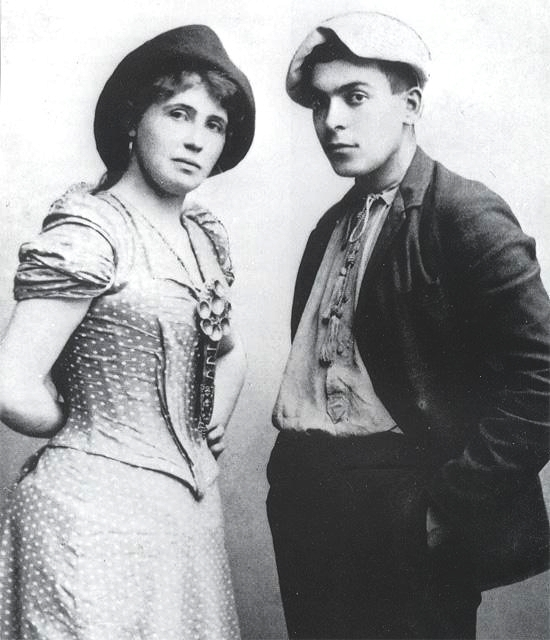
Oda Krohg und Jappe Nilssen, 1891

Den konkreten Anlass zum Bild bot der Sommer 1891, den Munch traditionell in Åsgårdstrand verbrachte, einer kleinen norwegischen Küstenstadt am Oslofjord, die als Sommerfrische vieler Bürger und Künstler aus dem nahen Kristiania, dem heutigen Oslo, diente. Munchs Freund Jappe Nilssen sowie das Malerehepaar Christian und Oda Krohg verlebten den Sommer am gleichen Ort, und Munch wurde Zeuge der unglücklichen Liebesaffäre des 21-jährigen Freundes mit der zehn Jahre älteren verheirateten Frau. Die Beziehung weckte in Munch Erinnerungen an seine eigene, nur wenige Jahre zurückliegende und gleichfalls unglückliche Liebe zu Milly Thaulow. Auch Munch war 21 Jahre alt gewesen, als er sich 1885 in die drei Jahre ältere Frau seines Vetters Carl Thaulow (ein Bruder des Malers Frits Thaulow) verliebt hatte, eine verbotene Liebe, die ihn lange verfolgte und die er zwischen 1890 und 1893 in romanhaften Aufzeichnungen, in denen er der Geliebten den Namen „Frau Heiberg“ verlieh, verarbeitete. Zum Ende der Affäre bekundete er: „Danach habe ich alle Hoffnung, lieben zu können, aufgegeben.“ Laut Reinhold Heller ermöglichte Jappe Nilssen seinem Freund Munch im Sommer 1891, die eigenen Erfahrungen ein zweites Mal zu durchleben und ihnen eine künstlerische Symbolik zu verleihen. Der porträtierte Jappe in melancholischer Pose wird somit zu einer doppeldeutigen Identifikationsfigur für den Maler selbst.
In einem vermutlich Anfang der 1890er Jahre entstandenen Prosagedicht gibt Munch die Stimmung des Bildes in eigenen Worten wieder: „Es war Abend. Ich ging am Meer entlang – Mondschein zwischen den Wolken“. Ein Mann geht an der Seite einer Frau, bis er realisiert, dass es sich um eine Sinnestäuschung handelt und die Frau weit weg ist. Plötzlich meint er, sie auf einem langen Kai zu erkennen: „ein Mann und eine Frau – sie gehen nun auf den langen Anleger hinaus – zu dem gelben Boot – und dahinter ein Mann mit Rudern“. Der Gang und die Bewegungen erinnern ihn an die Frau, von der er doch weiß, dass sie viele Meilen entfernt ist. „Da gehen sie hinunter ins Boot – sie und er“. Sie fahren zu einer Insel, und der Mann stellt sich vor, wie sie dort Arm in Arm gehen, während er allein zurückbleibt. „Das Boot wird kleiner und kleiner – die Ruderschläge schallen über die Meeresfläche – Ich war alleine – einförmig glitten die Wellen zu ihm hoch – und schwappten gegen Stein – Aber dort draußen – lag lächelnd die Insel in der lauen Sommernacht“.

## Bildgeschichte
Im Verlauf des Jahres 1891 schuf Munch eine große Anzahl von Skizzen zum Motiv von Melancholie, in denen er die Position der Person im Vordergrund und die Uferlinie variierte. Gemein war allen Skizzen ein flächenhafter und silhouettenartiger Charakter, der einen Stilwechsel vom Einfluss des Neoimpressionismus der Pariser Jahre zum künftigen Synthetismus und Symbolismus markierte. Die Anzahl der Skizzen beweist für Reinhold Heller die Bedeutung des Motivs für Munch, aber auch sein intensives Ringen um einen neuen Ausdruck. Zur Herbstausstellung 1891 in Kristiania reichte Munch neben drei anderen Werken auch eine erste Fassung von Melancholie ein, damals noch unter dem Titel Abend. Überwiegend wird davon ausgegangen, dass es sich dabei um das Pastell handelt, das sich heute im Munch-Museum Oslo befindet. Arne Eggum hingegen vermutet, dass das auf 1894 datierte Ölgemälde aus einer Privatsammlung bereits 1891 fertiggestellt und zur Ausstellung eingereicht worden sein könnte.
Die Reaktionen auf Munchs neue Werke waren fast durchgängig negativ. Erik Werenskiold warf Munch etwa vor, dass er „seine Sachen meistens halbfertig beläßt, Öl- und Pastellfarben miteinander verschmiert und, unabhängig von der jeweiligen Atmosphäre, riesige Partien seiner Leinwand völlig unbemalt läßt“. Zeitungskritiker setzten seine Bilder als „Humoresken“ herab. Ausgerechnet Christian Krohg, der mit seiner Gattin das Vorbild für das Paar auf dem Steg abgegeben hatte, gehörte die einzig positive Stimme: „Es ist ein äußerst bewegendes Bild, feierlich und ernst – beinahe religiös“. Krohg sah eine große Kluft zwischen der norwegischen Tradition, der auch seine eigenen Bilder gehorchten, und Munchs Werken, denen jede Verbindung zu den gemeinsamen Vorgängern fehle. Munch wende sich mit seiner Kunst direkt an die Seele des Betrachters: „Er ist der einzige und der erste, der sich dem Idealismus verpflichtet und der es wagt, die Natur, das Modell usw. zum Träger seiner Stimmungslage zu machen und damit mehr zu erreichen. – Hat jemand einen solchen Klang der Farbe wie auf diesem Bild gehört?“
Den Winter 1891/92 verbrachte Munch aufgrund eines Stipendiums in Nizza, doch auch hier beschäftigten ihn die aus dem Sommer mitgenommenen Eindrücke aus Norwegen weit mehr als die mediterrane Umgebung. Es entstanden erste Vorarbeiten zum intensiven roten Himmel eines Sonnenuntergangs, der später im Schrei zu sehen war. Den Großteil der Zeit kämpfte Munch jedoch abermals mit dem Abend/Melancholie-Motiv, aus dem er eine Vignette für den dänischen Dichter Emanuel Goldstein gestaltete. Vermutlich im März 1892, bevor er wieder nach Norwegen zurückkehrte, schuf Munch nach den Skizzen für die Vignette die Gemäldefassung von 1892, die 1959 aus dem Nachlass von Charlotte und Christian Mustad in den Besitz der Norwegischen Nationalgalerie überging, wo sie seit 1970 zu sehen ist. Erste Entwürfe zeigten noch die aus den anderen Versionen bekannte Figur im Profil, bevor Munch sie übermalte und den Kopf nach unten aus dem Gemälde heraus drehte. Erst im Juni 1892 schloss Munch die Arbeiten an der Vignette, die ihn ein halbes Jahr beschäftigt hatte, endgültig ab.
Von der ersten Zusammenstellung seiner Werke unter dem Titel Studie zu einer Serie „Die Liebe“ im Jahr 1893 an bildete Melancholie einen festen Bestandteil des so genannten Lebensfrieses, eines Zyklus der zentralen Werke Munchs zu den Themen Leben, Liebe und Tod. In den Jahren 1893, 1894 und 1894 bis 1896 schuf er drei weitere Gemäldefassungen des Motivs. Zwei Holzschnitte entstanden in den Jahren 1896 und 1902. Im Catalogue raisonné sämtlicher Grafiken Munchs von Gerd Woll werden sie Evening. Melancholy I und Melancholy III genannt. Die beiden Schnitte sind nahezu identisch. Allerdings behält nur die Version von 1902 die Richtung der Gemäldefassungen bei, während die Version von 1896 gespiegelt ist. Beide Holzschnitte bestehen aus zwei separaten Platten, die ihrerseits noch zerteilt wurden, um unterschiedliche Farbaufträge zu ermöglichen. Bei den Drucken experimentierte Munch mit vielfältigen Farbkombinationen.

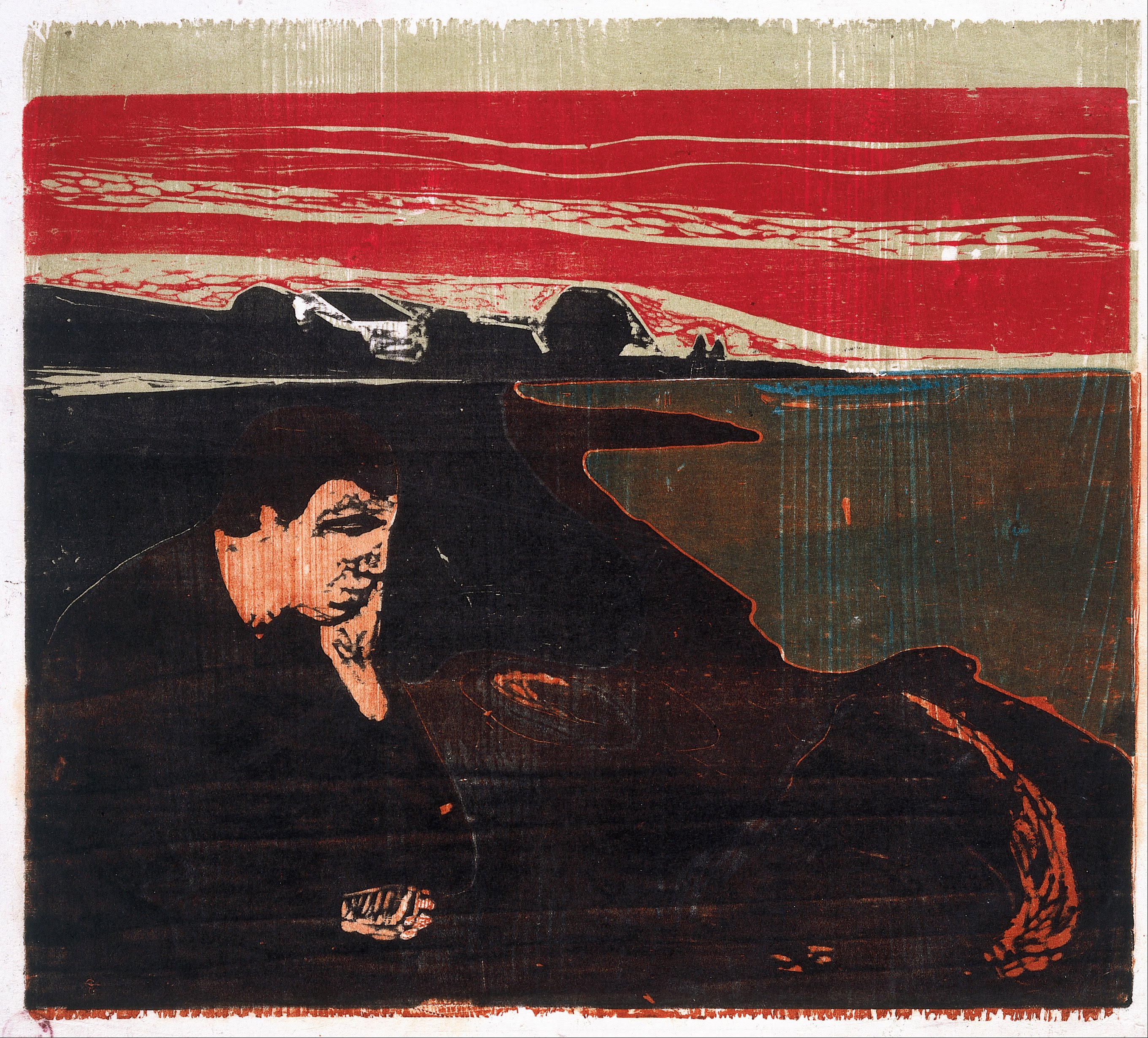
Edvard Munch: Abend. Melancholie I. Holzschnitt, 1896, 41,1 × 55,7 cm, Munch-Museum Oslo
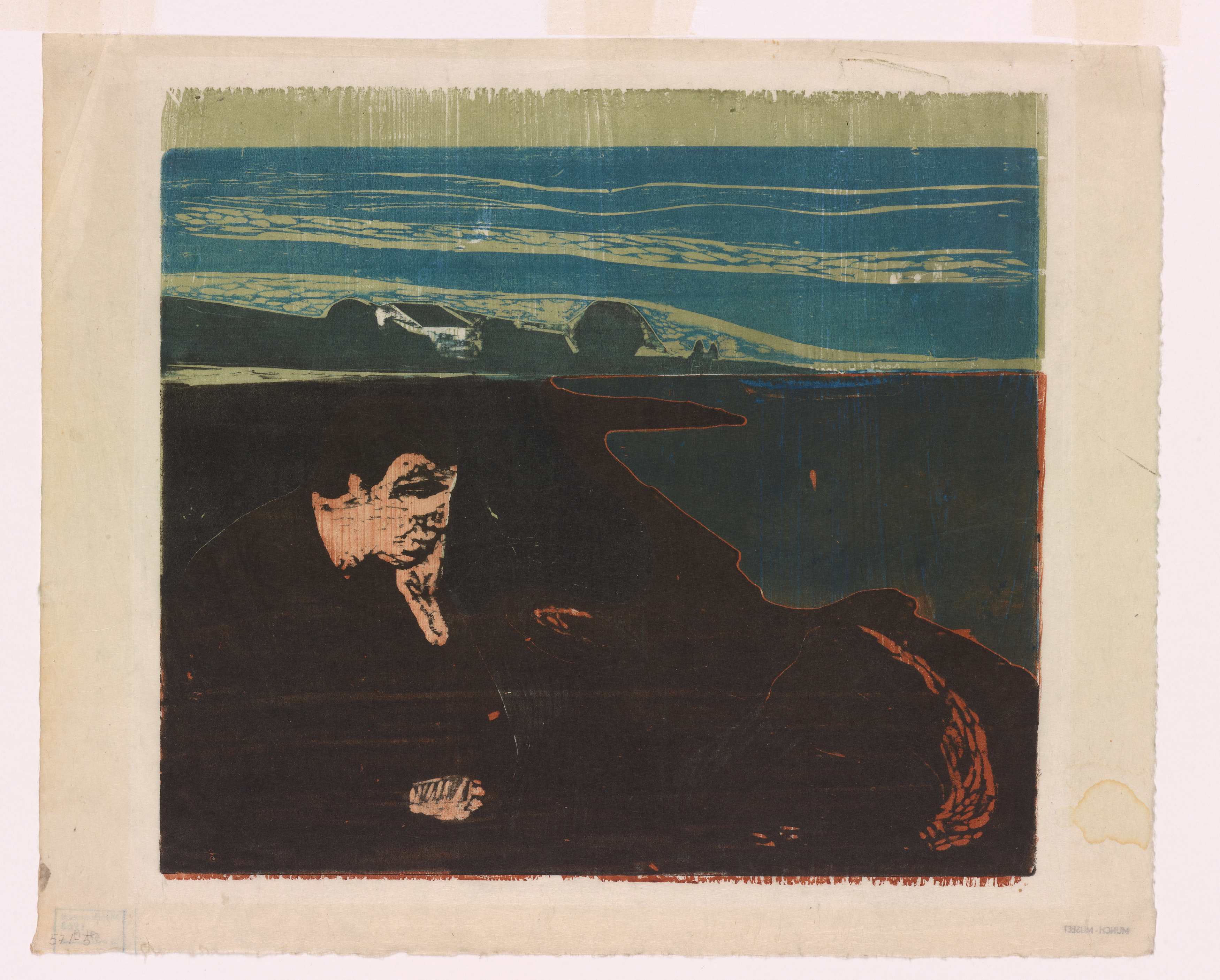
Edvard Munch: Abend. Melancholie I. Holzschnitt, 1896, 41 × 55,3 cm, Munch-Museum Oslo
Edvard Munch: Melancholie III. Holzschnitt, 1902, 38,7 × 47,8 cm, Thielska galleriet, Stockholm
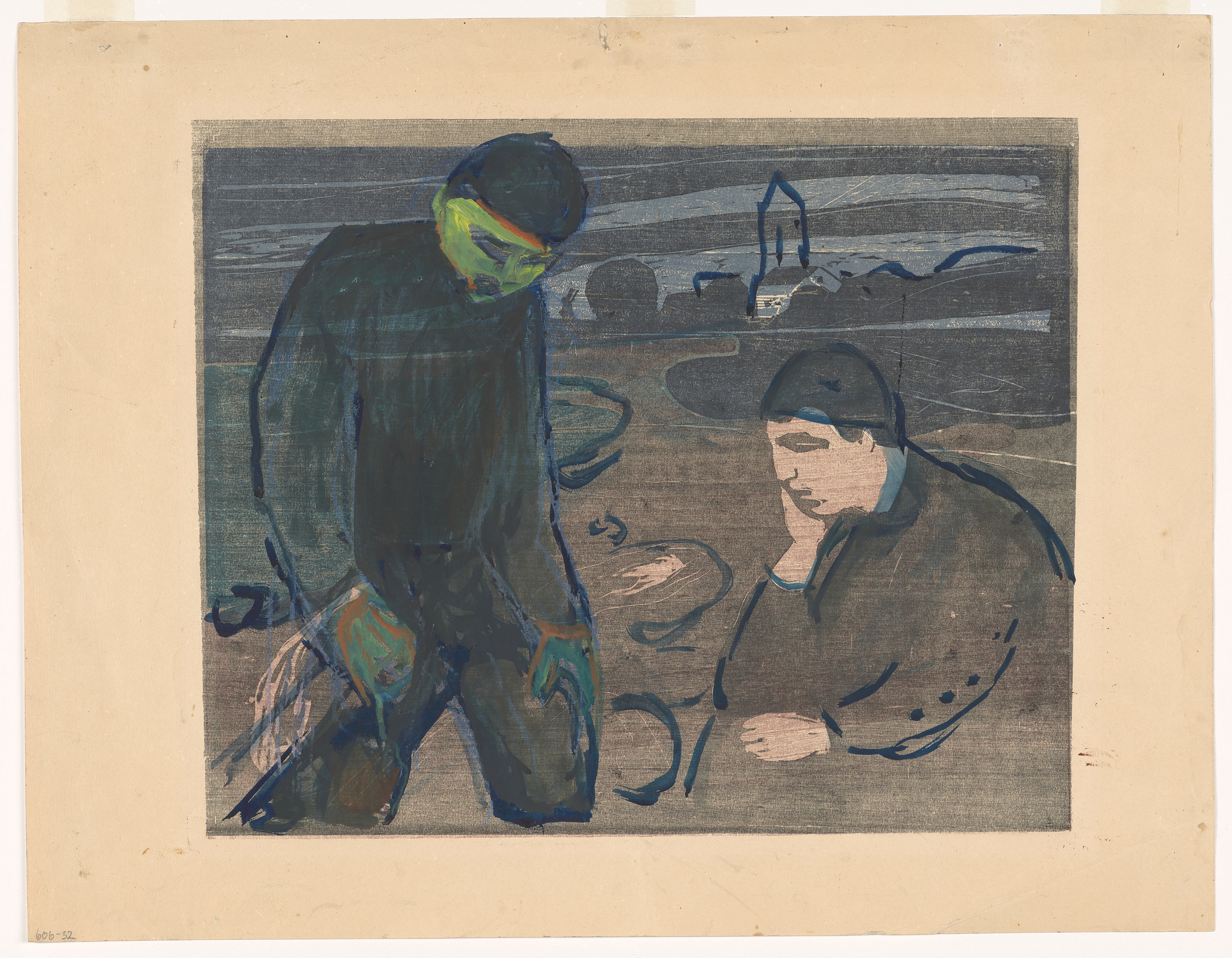
Edvard Munch: Melancholie III. handkolorierter Holzschnitt, 1902, 38,8 × 47,9 cm, Munch-Museum Oslo

Den Titel Melancholie verwendete Munch in seinen späteren Werken noch für zwei weitere Motive: dem Bildnis einer weinenden Frau am Strand (etwa im Reinhardt-Fries, das in der Neuen Nationalgalerie in Berlin gezeigt wird) sowie einem Porträt seiner Schwester Laura, die von Jugend an unter Depression litt.

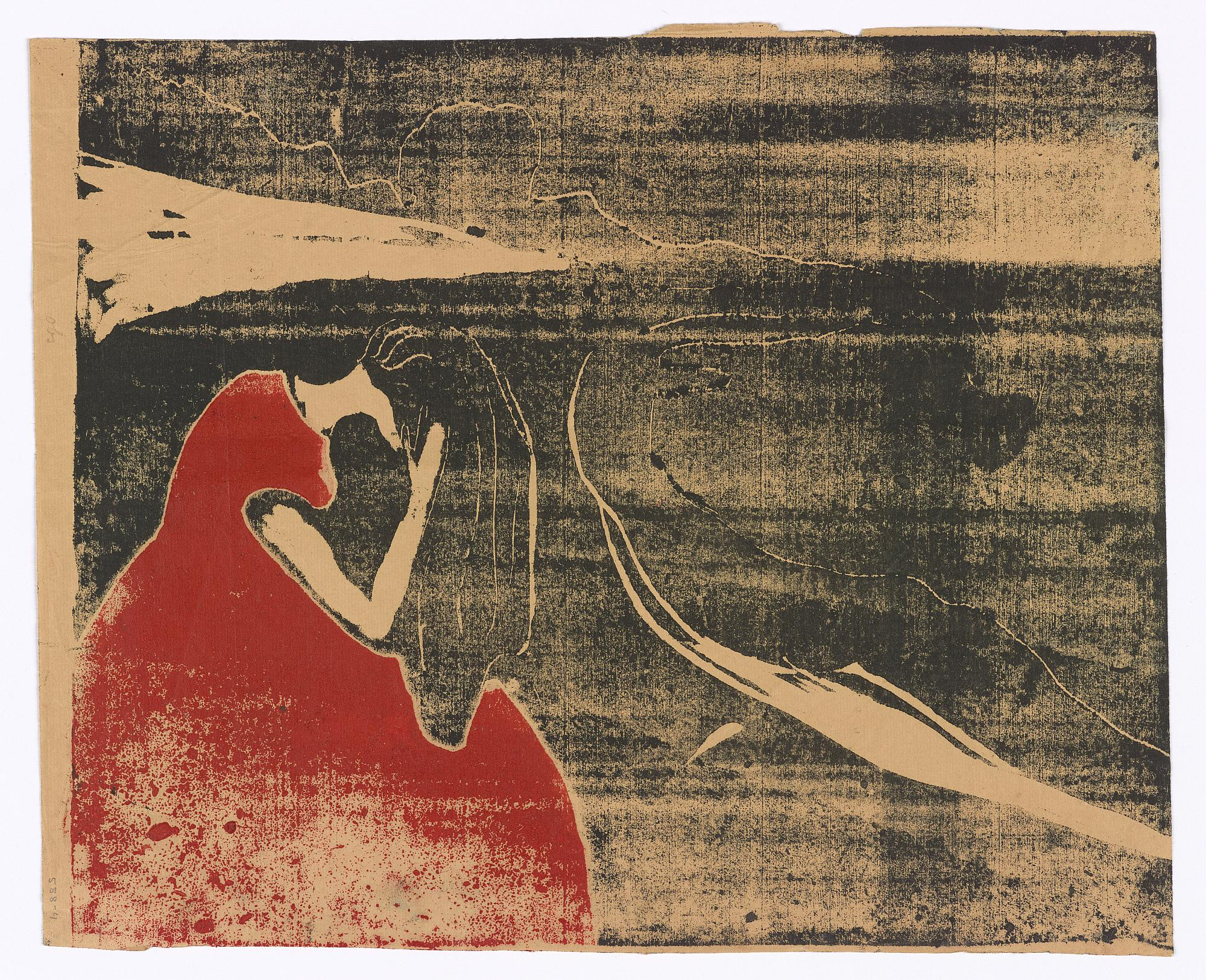
Edvard Munch: Melancholie II. Holzschnitt, 1898, 31,8 × 38,4 cm, Munch-Museum Oslo
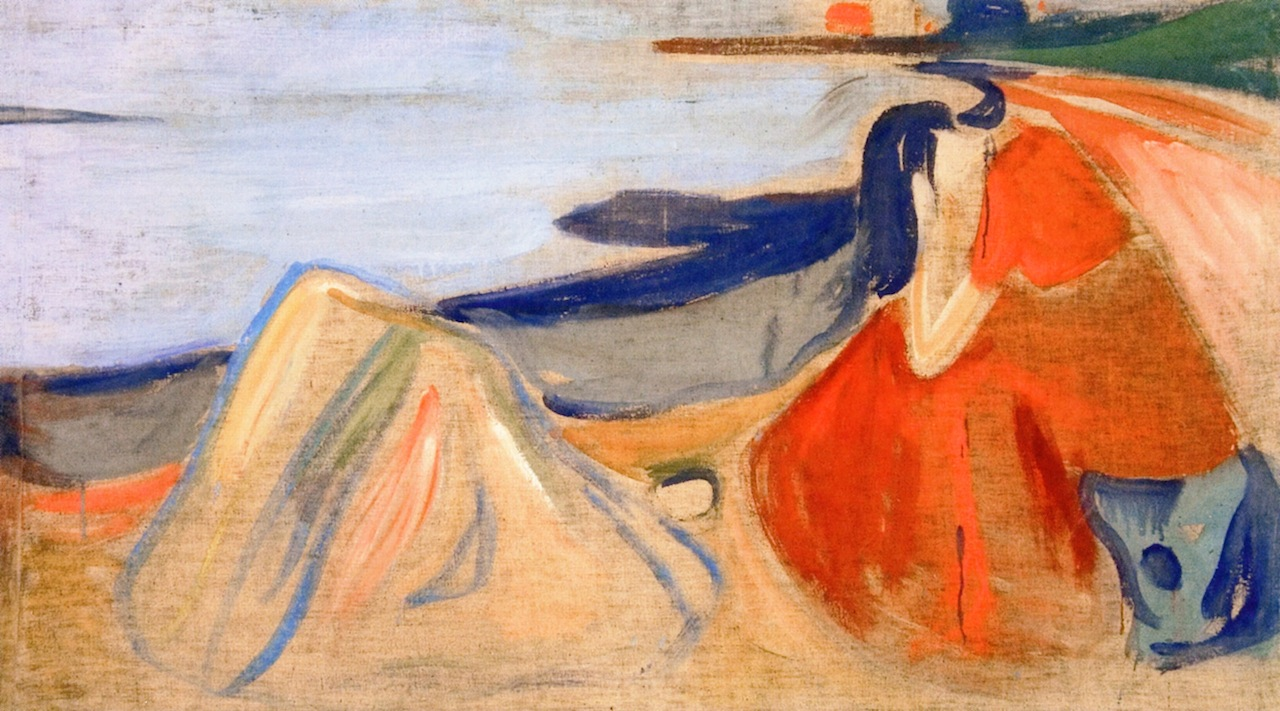
Edvard Munch: Melancholie (Reinhardt-Fries). 1906–07, 90 × 160 cm, Neue Nationalgalerie, Berlin
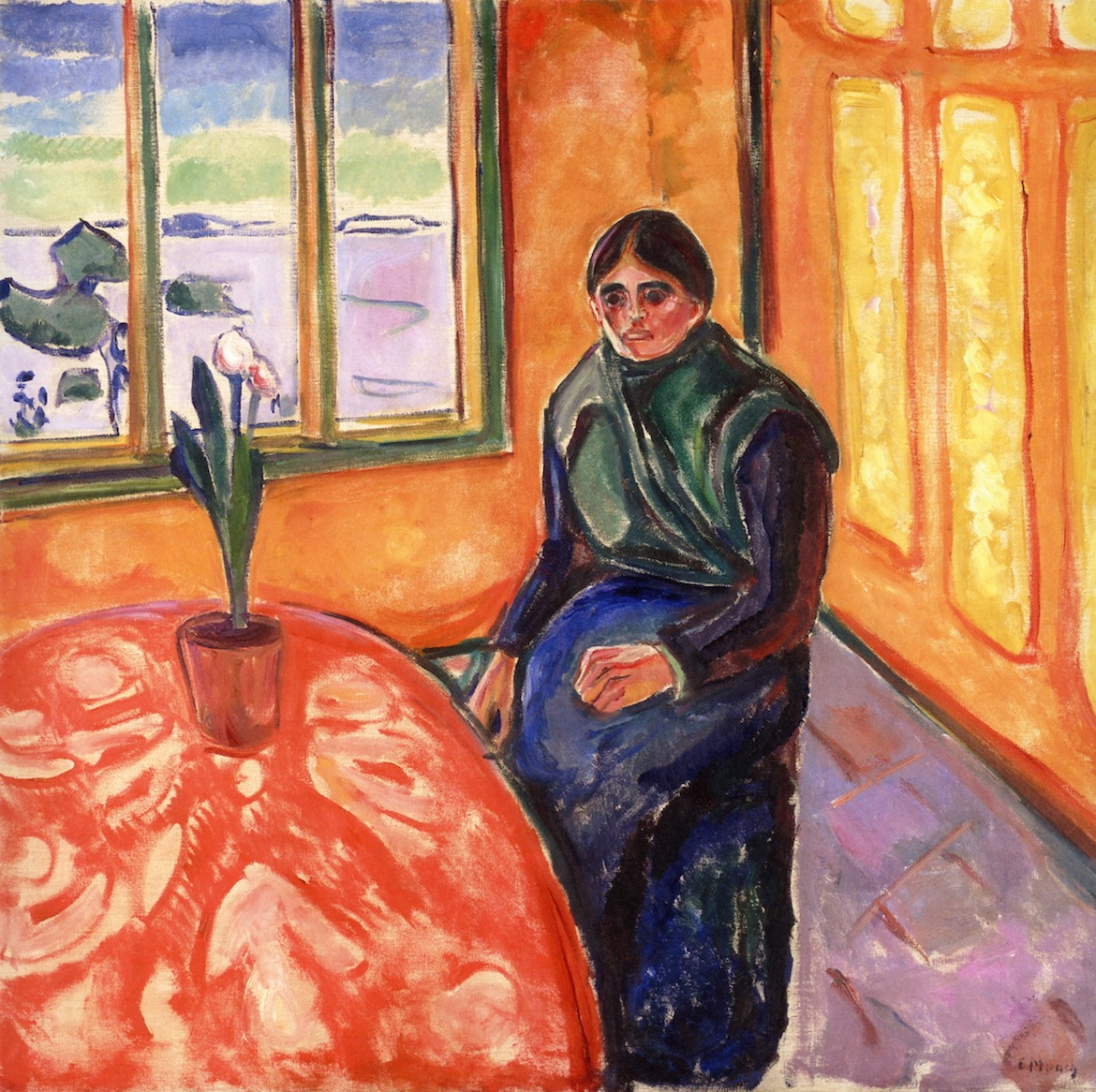
Edvard Munch: Melancholie. 1911, 120 × 125 cm, Stenersen-Museum, Oslo